# Pereiriña (La Coruña)
Pereiriña o San Julián de Pereiriña (llamada oficialmente San Xián da Pereiriña) es una parroquia del municipio de Cee, en la provincia de La Coruña, Galicia, España.

## Entidades de población
Entidades de población que forman parte de la parroquia:
- Bedán
- Bermún
- Cabado (Cavado)
- Cantorna
- Chafarís
- Codesos
- Duey (Duei)
- Lobelos
- Morancelle
- Pereira (A Pereira)
- San José (San Xosé)
- San Julián (San Xián)
- Vilanova

## Demografía
| Gráfica de evolución demográfica de Pereiriña entre 2000 y 2018 |
|                                                                 |
| Datos según el nomenclátor publicado por el INE.                |